# روسیلای
روسیلای (به ایتالیایی: Roselle) یک منطقهٔ مسکونی در ایتالیا است که در گروستو واقع شده‌است. روسیلای ۲٬۹۹۸ نفر جمعیت دارد و ۲۵ متر بالاتر از سطح دریا واقع شده‌است.